# Halo (ljusfenomen)

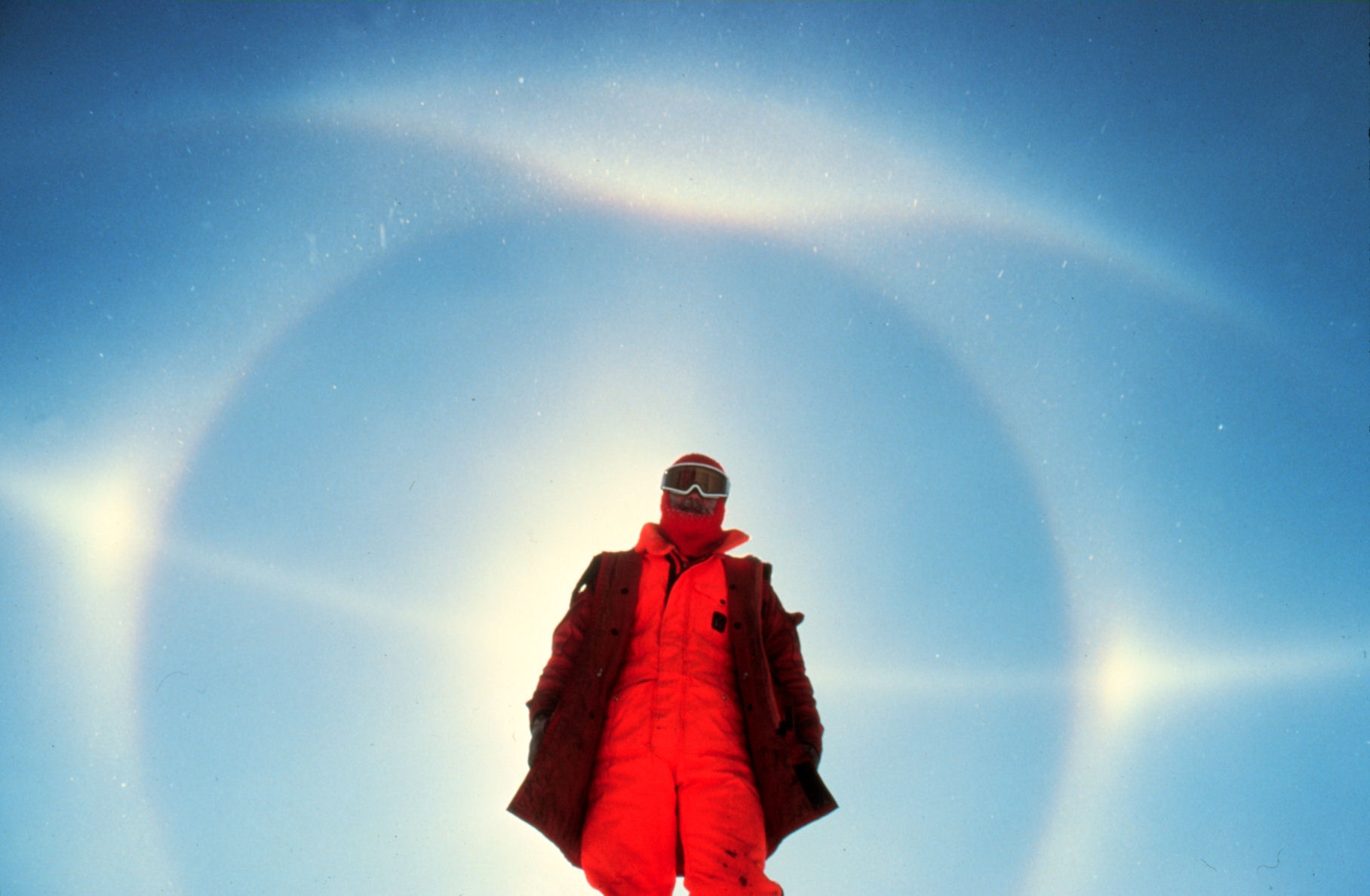
Halofenomen vid Sydpolen.

Halo, optiskt fenomen inom meteorologi i atmosfären, med bågar och ringar – vanligen med 22° synvinkel – runt solen eller månen i vissa vädersituationer.
Ordet halo (ἅλως) kommer från grekiskan och betyder ring eller cirkel. Ordet härstammar från tröskning, som förr skedde i ring i form av oxvandring. En äldre benämning i svenskan för halo är ljusgård.

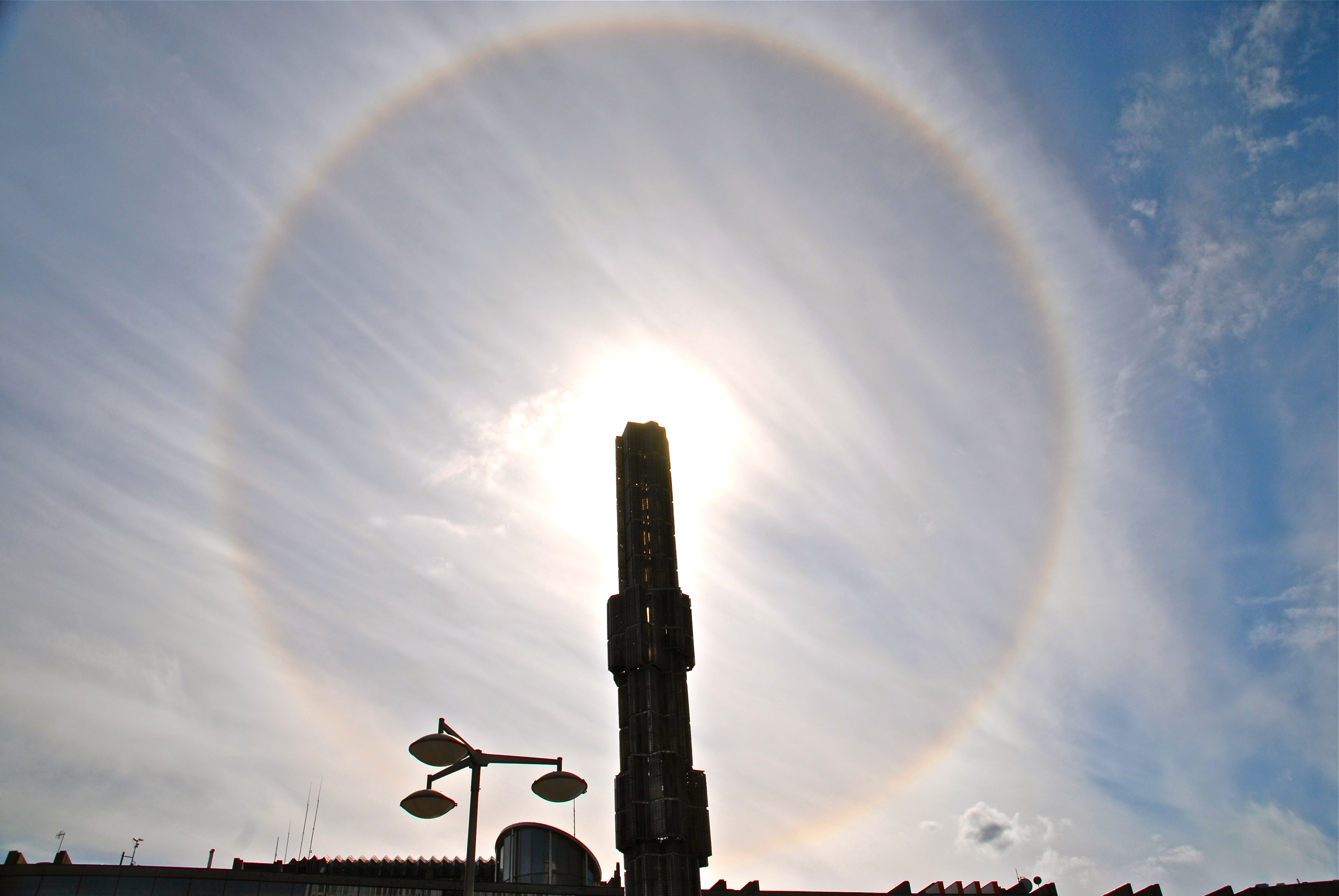
Halo-fenomen över Sergels torg i Stockholm 31 aug 2010.

## Bildande

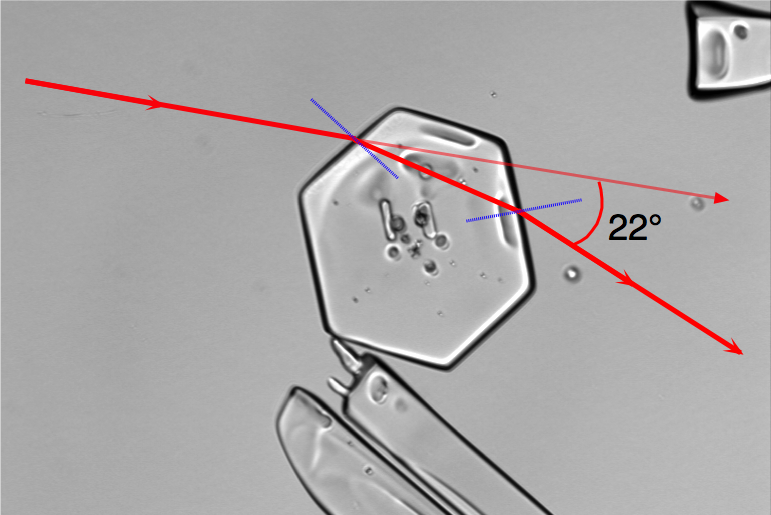
Ljusbrytning i en iskristall som under gynnsamma förhållanden bildar en 22°-halo.

Översiktsbild över vanliga halokomponenter: 1 22°-halo, 2 Vädersol (Bisol), 3 Vertikalpelare, 4 Horisontalcirkel, 5 Cirkumzenitala bågen, 6 22°-ringens övre tangentbåge, 7 46°-halo, 8 Undersol

En halo kan bildas i samband med att solen skiner genom höga moln som finns på himlen, exempelvis cirrostratus nebulosus. Molnen består av sexkantiga iskristaller, och när ljuset bryts genom dessa bildas en ring, båge, vertikalpelare eller bisolar runt solen. För en halo är det enbart refraktionen som är viktigt, till skillnad mot en regnbåge, där både reflexion och refraktion är viktiga. Halofenomenet vertikalpelare bildas dock enbart genom reflexion.
För att en halo skall bildas behöver iskristallerna ha rätt geometri och storlek. För att vattenånga skall kunna desublimera får det inte vara varmare än -15 °C. Förutsättningarna för halofenomen är gynnsammast på hög höjd och vid kall väderlek. Eftersom temperaturen faller med ca 6 °C per kilometer, krävs det under sommaren att molnet befinner sig på minst 6 km höjd för att iskristaller skall bildas.
En halo bildas endast om ljuset bryts i samma riktning av kristallerna. Virvlar kristallerna runt sprids ljuset i olika riktningar, och halon uteblir. Kristaller i rätt storleksintervall (0,05 – 0,5 mm) faller stabilast med den sida som ger mest luftmotstånd i rörelseriktningen. Alltför små eller för stora kristaller tumlar runt, när de faller. När kristallerna faller symmetriskt, kan ljuset brytas endast i bestämda vinklar, och då bildas en halo.
Det är vanligt att komplexa halofenomen uppstår nära snökanoner vid skidanläggningar vid kall väderlek.

## Olika halofenomen

### 22°-halo
22°-halon är den i särklass vanligaste halon och syns tydligt både vid sol- och månsken. Spektrumet delas upp, men är blekare och omvänt mot en regnbåge. En halo har rött längst in och blått längst ut; hos regnbågen är det tvärt om. Ibland bildas vädersolar i ytterkanten av en halo. De ser ut som två bleka kopior av solen.

### 46°-halo
46°-halon uppstår utanför 22°-halon. Den har samma egenskaper och utseende, men är betydligt blekare. Blekheten beror på att den är större, men också på att ljuset måste färdas en längre väg inne i iskristallen. Dess ljussvaga egenskaper gör att den sällan syns runt månen. 

### Vertikalpelare
Vertikalpelare, eller ljuspelare, kan oftast iakttas vid låg dimma, och är som namnet avslöjar, en vertikal pelare av ljus över och under ljuskällan. Fenomenet uppstår genom att ljuset reflekteras av plana sexkantiga iskristaller och kan därför bara ses när solen eller månen står lågt. Vid kall väderlek och dimma kan även gatljus bilda ljuspelare. Olika halofenomen kan ses som ett direkt bevis på att vattenångan i dimmolnet är frusen. Innan man kunde frysa vatten på konstgjord väg, kartlade meteorologerna vattnets frysegenskaper vid olika temperaturer genom att vid dimmig väderlek studera halofenomen kring strategiskt utplacerade lampor.

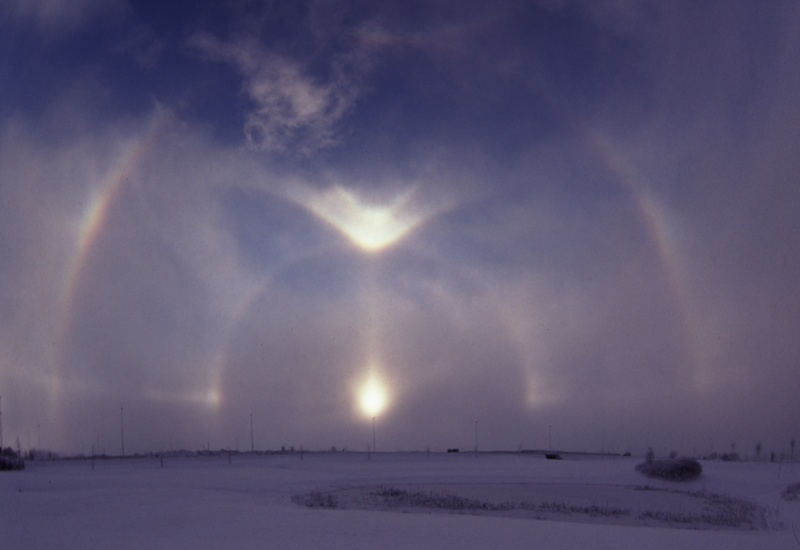
Halofenomen med 22°-ring och 46° cirkumzenitalbåge.
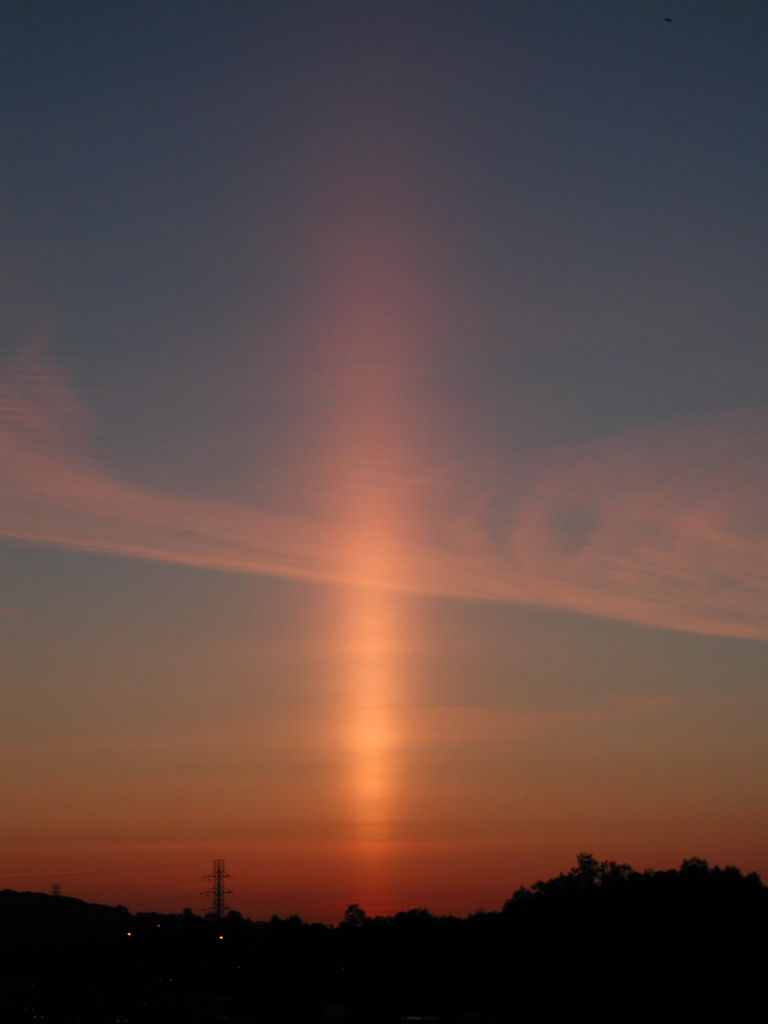
Vertikalpelare
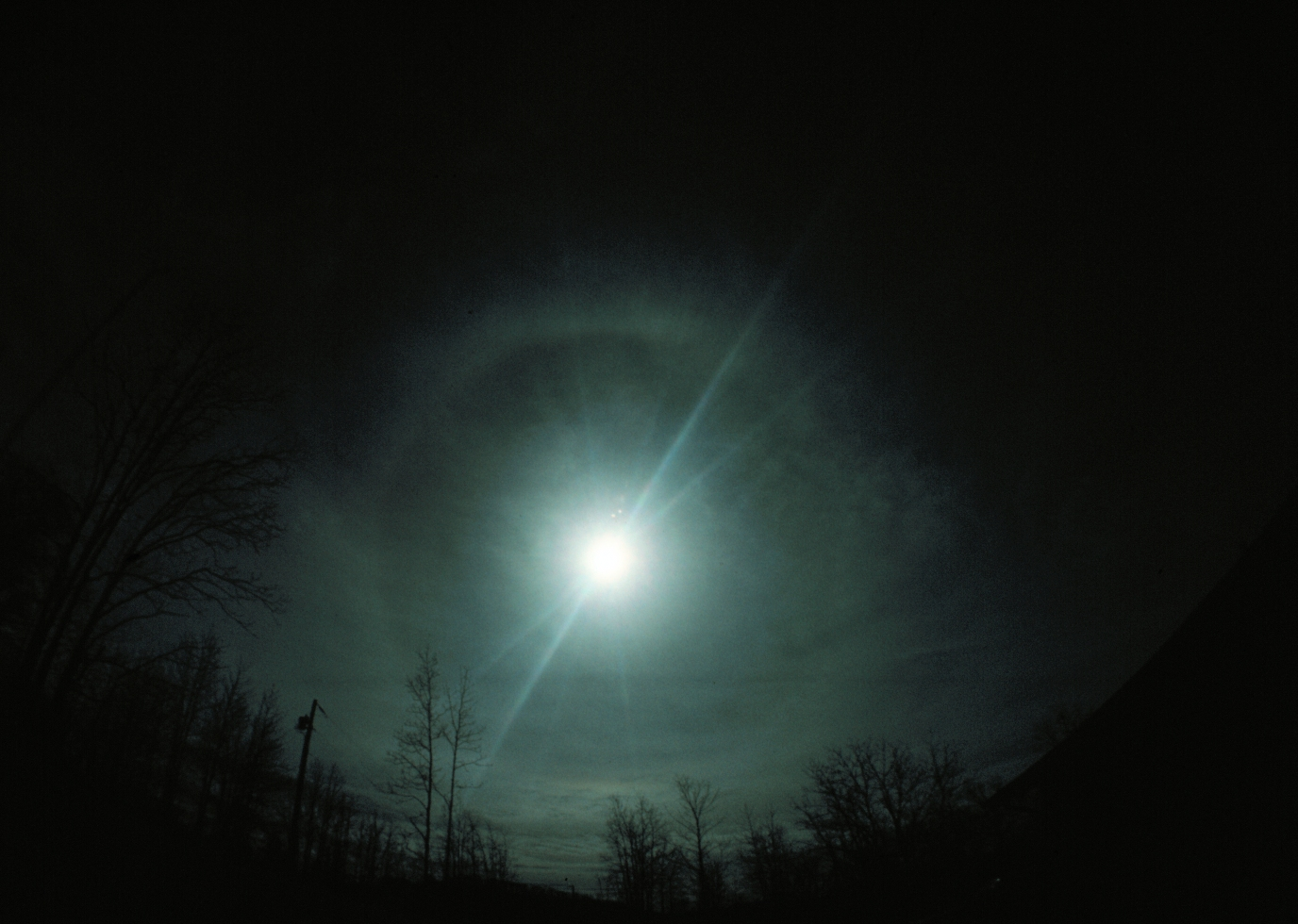
22°-halo kring månen.

## Förekomst

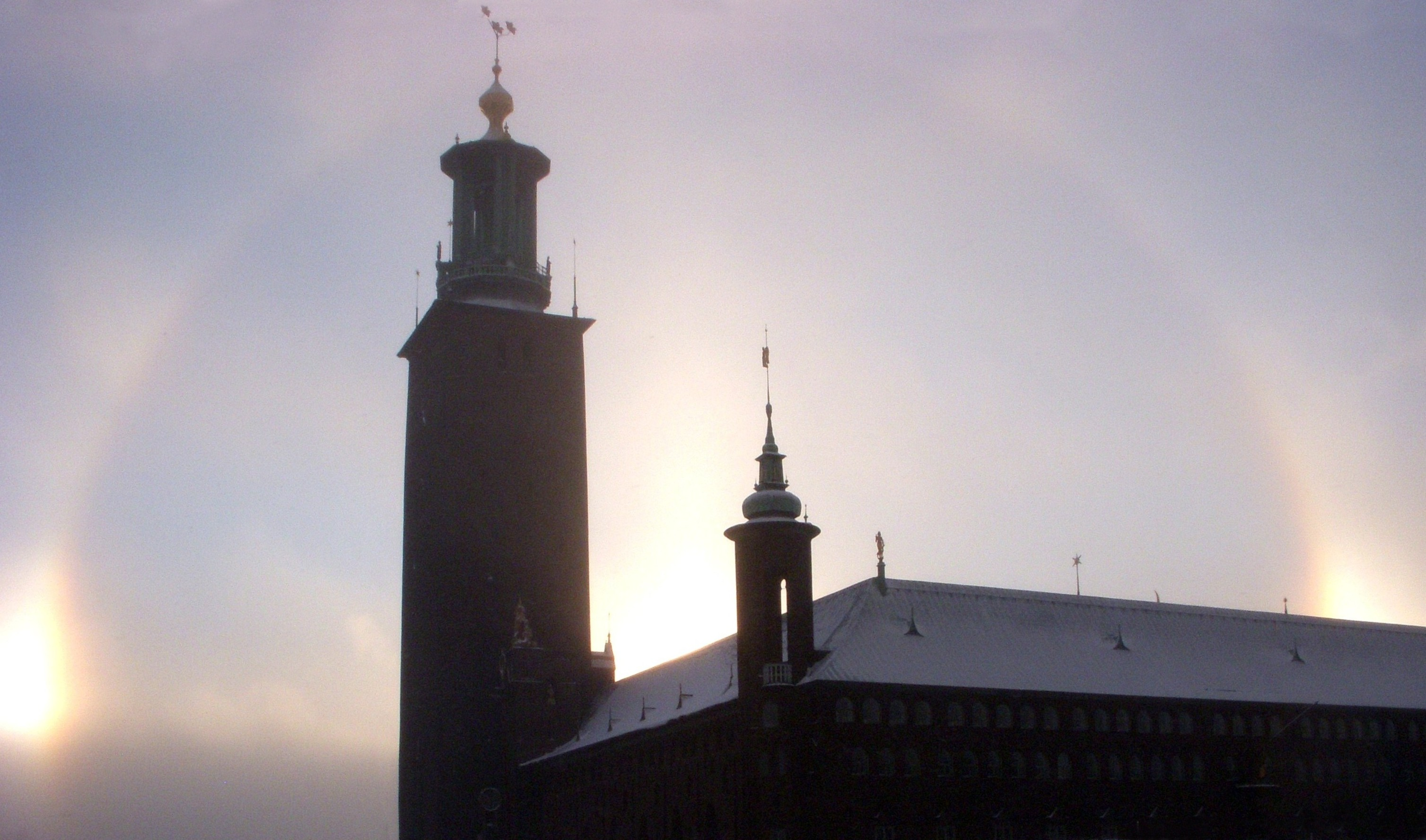
En halo bakom Stockholms stadshus den 8 december 2010

Vanligtvis är det inte ofta man ser en halo. För att ta reda på hur vanliga de är gjordes en systematisk undersökning i Uppsala på 1860-talet. Dygnet runt i sju års tid fick studenter utföra meteorologiska observationer en gång per timme (se tabell nedan). Det visade sig att en halo i genomsnitt uppstår var 4:e dag. Att man inte ser halofenomen oftare beror på att man inte är tillräckligt observant.
| Fenomen              | Sol | Måne | Totalt |
| -------------------- | --- | ---- | ------ |
| 22°-halo             | 479 | 123  | 602    |
| Bisol 22°            | 103 | 22   | 125    |
| Övre tangerande båge | 71  | 27   | 98     |
| Vertikalpelare       | 74  | 21   | 95     |
| 46°-halo             | 22  | 1    | 23     |
| Cirkumzenitalbåge    | 2   | 2    | 4      |

## Järtecken

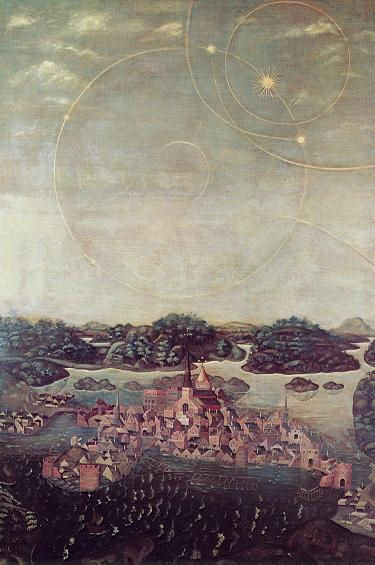
Vädersoltavlan i Stockholms Storkyrka

En halo har i forna tider väckt stor förundran och tolkats som varningssignaler från gudarna. Ett exempel är vädersoltavlan, som målades på uppdrag av Olaus Petri. Den avbildar ett halofenomen över Stockholm 20 april 1535, som varade mellan kl 7 och 9 på morgonen. Gustav Vasa hade under en längre tid tagit stora delar av kyrkans tillgångar i beslag. När ett komplext halofenomen uppstod över Stockholm, tolkades detta järtecken som att kungen gått för långt i sin behandling av kyrkan.
Tavlan har senare tolkats vara ett montage av två olika perspektiv, ett extremt vidvinklig för himlen och ett mer normalvinklig för Stockholmsvyn. Konstnärens observation av himlen kan på detta sätt tolkas stämma bra med ett verkligt halo-fenomen.  Zenit är mitt i himmelsbilden. Solen stod östsydöst och syns uppe till höger på himmelsbilden. Bilden är roterad i förhållande till en mer realistisk projektion med solen nedåt i himmelsbilden.  Nära zenit finns en cirkumzenital halo, som i verkligheten är regnbågsfärgad med blått inåt. I höjd med solen finns en stor parhelisk cirkel, som i verkligheten tecknas parallellt med horisonten. På denna cirkel syns utom solen två bisolar, två lysande punkter 120° från solen, och en lysande punkt mitt emot solen. Runt solen finns en 22° halo som i verkligheten har solen i centrum, men här representeras ocentrerad. Några andra halobågar stämmer inte så bra med nutida observationer och beräkningar. En tolkning av tavlan är att den inte visar en ögonblicksbild, utan visar konstnärens tolkning av fenomen vid olika tidpunkter.
Till andra berömda halofenomen märks Sankt Petersburgfenomenet 1794, som visade en rik samling av olika sorts halofenomen. Vidare märks Danzigfenomenet 1661.
För allmogen har halofenomen varit ett vädermärke. Denna iakttagelse bekräftas av SMHI som tillämpar följande tumregel:
När en 22-graders halo visar sig — åtminstone inom Sverige — blir det tre gånger av fyra regn inom 5 timmar.